# Julius Maada Bio
Le général Julius Maada Bio, né le 12 mai 1964 à Tihun, est un ancien militaire et homme d'État sierra-léonais. Brièvement chef de l'État en 1996, il est élu président de la République le 31 mars 2018.

## Biographie
Né le 12 mai 1964 dans le village de Tihun, dans la province de Bonthe (sud-ouest), Julius Maada Bio est un des 35 enfants d'un chef traditionnel de l'ethnie mende, Charlie Bio II. Il a fait ses études primaires dans des écoles catholiques, puis secondaires dans un lycée public à Bo, la principale ville de la région. Il intègre ensuite l'Académie militaire de Sierra Leone, dont il sort avec le grade de sous-lieutenant en 1987, à l'âge de 22 ans. En 1990, il est envoyé au Liberia voisin, où la guerre civile vient d'éclater, comme membre de la force de la Communauté économique des États d'Afrique de l'Ouest (Cedeao), l'Ecomog.
Il est rappelé en Sierra Leone un an plus tard pour combattre les rebelles du Revolutionary United Front (RUF). En 1992, il fait partie d'un groupe de jeunes soldats emmenés par le capitaine Valentine Strasser, alors âgé de 25 ans, qui ont renversé le régime répressif de Joseph Momoh, accusé d'avoir créé les conditions qui ont plongé le pays dans la guerre civile (1991-2002). Par la suite, Julius Maada Bio présentera ses excuses pour l'exécution d'une vingtaine de personnes lors de ce coup d'État.
Au début de l'année 1996, alors que les divisions s'amplifient au sein de la junte au pouvoir, dont il est le numéro deux, il renverse Valentine Strasser à un mois de l'élection présidentielle. Il rétablit toutefois rapidement le multipartisme et accepte finalement de remettre le pouvoir, en mars 1996, au président fraîchement élu, Ahmad Tejan Kabbah, après une courte période à la tête du pays, pendant laquelle Samura Kamara l'accuse d'avoir détourné 18 millions de dollars.
Julius Maada Bio part ensuite à l'étranger parfaire ses études, notamment aux États-Unis, où il décroche un diplôme en relations internationales. Il se lance en politique en 2005 au sein du SLPP, dont il devient rapidement la figure de proue.

## Candidature aux élections présidentielles

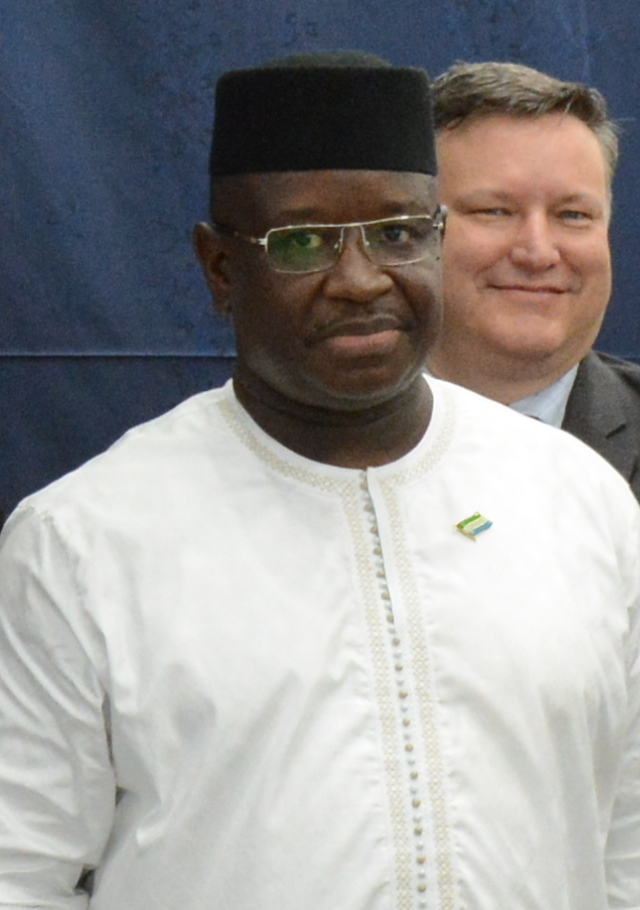
Julius Maada Bio avec une délégation à la Maison Blanche.

De retour en Sierra Leone, il est candidat à l'élection présidentielle de 2012, où il obtient 37,4 % des voix, derrière le président sortant Ernest Bai Koroma, réélu avec 58,7 % des suffrages.
Six ans plus tard, il est de nouveau candidat pour le Parti du peuple de Sierra Leone à l'élection présidentielle de 2018 qu'il remporte avec 51,8 % face au représentant du Congrès de tout le peuple, Samura Kamara.

## Président de la République
Le 4 avril 2018, il est déclaré élu et prête serment le jour même, malgré la contestation des résultats par son rival. Le 27 juin 2023, il est réélu  pour un deuxième mandat à la tête de la Sierra Leone avec 56,17 % des voix, indique la commission électorale.
Le 22 juin 2025, Julius Maada Bio est élu président de la Communauté économique des États de l'Afrique de l'Ouest (Cédéao), au cours d'un sommet ordinaire des chefs d'États, qui se tient à Abuja, au Nigeria.